# Schnaps
 (février 2022).
Si vous disposez d'ouvrages ou d'articles de référence ou si vous connaissez des sites web de qualité traitant du thème abordé ici, merci de compléter l'article en donnant les références utiles à sa vérifiabilité et en les liant à la section « Notes et références ».

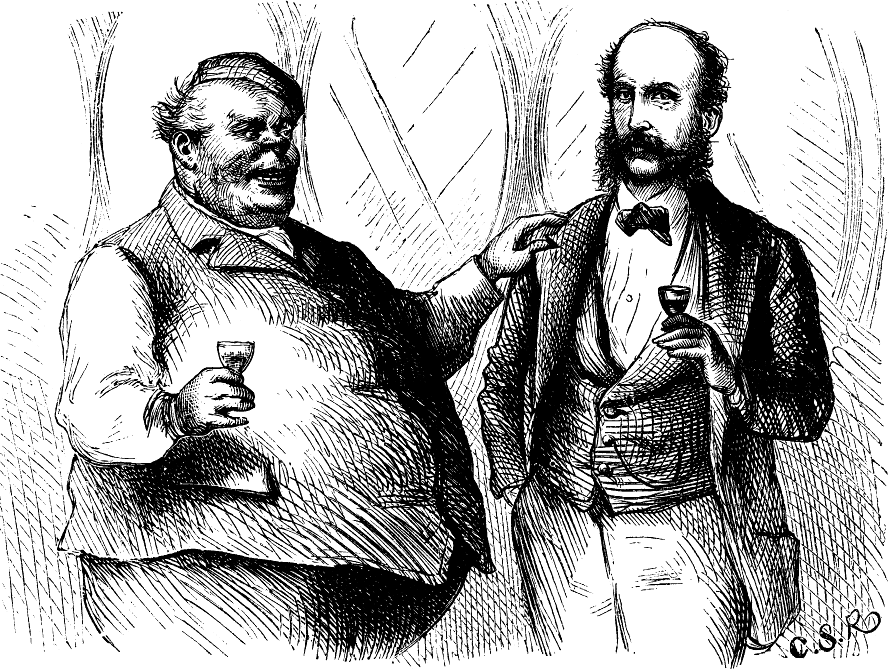
Buveurs de schnaps (gravure de 1872).

Le mot schnaps (Schnàps en francique rhénan) désigne informellement dans les régions germanophones les eaux de vie. Il peut parfois plus spécifiquement faire référence aux alcools produits localement à base de prunes ou de quetsches en Allemagne, Autriche, Suisse, Luxembourg, Lorraine ou Alsace. En Suède et au Danemark, le snaps est différent.

## Description

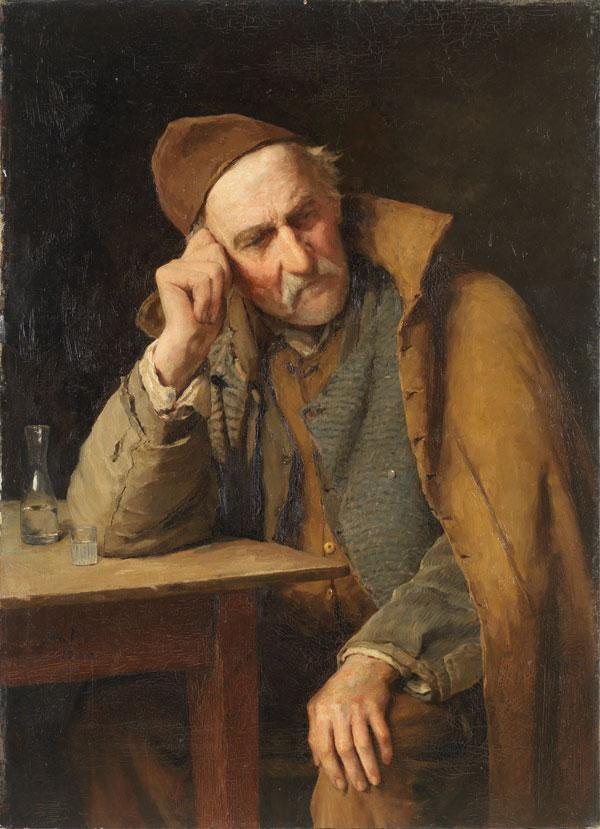
Le Vieux schnapseur (1900), par Albert Anker.

Le terme désigne normalement une eau-de-vie transparente, distillée. La base peut être des fruits, en particulier de cerises (Kirschwasser) ou des prunes comme les mirabelles et les quetsches. Le véritable schnaps ne reçoit aucune adjonction de sucre et n'est pas aromatisé.
En France, le taux d'alcool est généralement proche de 40 %, à la suite des réglementations. Mais traditionnellement, le taux est compris entre 45 et 50 % pour les fruits à pépins et entre 50 et 55 % pour les fruits à noyau. 
Il existe dans le monde entier, notamment en Amérique du Nord, un grand nombre de boissons alcoolisées baptisées « schnaps » qui ne répondent pas à la stricte définition du terme, tels le schnaps de pêche, ou le schnaps au caramel. Elles peuvent résulter de procédés différents, n'impliquant pas la fermentation d'un produit avant sa distillation. Certaines d'entre elles utilisent une base alcoolique (tel que schnaps, vodka ou rhum) pour extraire les arômes de fruits. Souvent, elles comportent des ingrédients supplémentaires, en particulier du sucre.

## Le processus de distillation
Le souci principal du distillateur sera de maîtriser la température tout au long du processus au risque de gâcher sa production ou de perdre un temps précieux (généralement, l'alambic est loué à la journée ou demi-journée). Le contenu d'un ou plusieurs fûts est placé dans l'alambic et porté à température d'évaporation de l'alcool (si la température est trop élevée, trop d'eau passera dans le système). Le début de la distillation, la tête, est toxique car ayant une teneur très élevée en méthanol (dont la température d'ébullition est inférieure à celle de l'éthanol) et sera éventuellement réservé à un usage « externe », désinfectant ou anti-gel — beaucoup de personnes aujourd'hui le jettent, pour éviter de garder dans une bouteille chez elles un produit mortel. Ensuite viendra le schnaps proprement dit dont la teneur en alcool sera testée continuellement par un ustensile adéquat, ou tout simplement en l'enflammant pour vérifier qu'il produit encore une belle flamme (bonne teneur en alcool). Le dernier jet faible en alcool sera mis de côté pour une distillation ultérieure. Pour améliorer la qualité du schnaps, l'alcool peut être distillé une seconde fois.
La teneur en alcool du produit final est généralement trop élevée pour être consommé tel quel et il faut le couper à l'eau pour obtenir le degré d'alcoolisation souhaité. Il faut ensuite laisser respirer le schnaps pendant un certain temps (bouchon posé sur le goulot sans être enfoncé).

## En Alsace-Moselle
La distillation traditionnelle du schnaps en Moselle et en Alsace (Elsasser Schnàps), tend à se raréfier à mesure que disparaissent les anciens qui maîtrisaient le procédé, ainsi que les alambics itinérants traditionnels et à la suite du durcissement de la réglementation.
Les variétés les plus prisées sont la Mirabelle, la Quetsch ou Quetschel (Quetsche) et le Kirsch (cerises). Les fruits sont placés dans des fûts pour la fermentation (2 à 3 mois). Les fûts sont scellés de façon lâche dans un premier temps pour laisser s'évacuer les gaz de fermentations, et à mesure que le volume diminue, il faut le compléter ; en général, à partir d'un autre tonneau. Au moment voulu, le schnàpsbrenner (le bouilleur de cru) se présente avec son alambic pour la distillation. Selon les cas, il la réalisera lui-même ou laissera faire son hôte si celui-ci maîtrise le procédé.